# Troponine

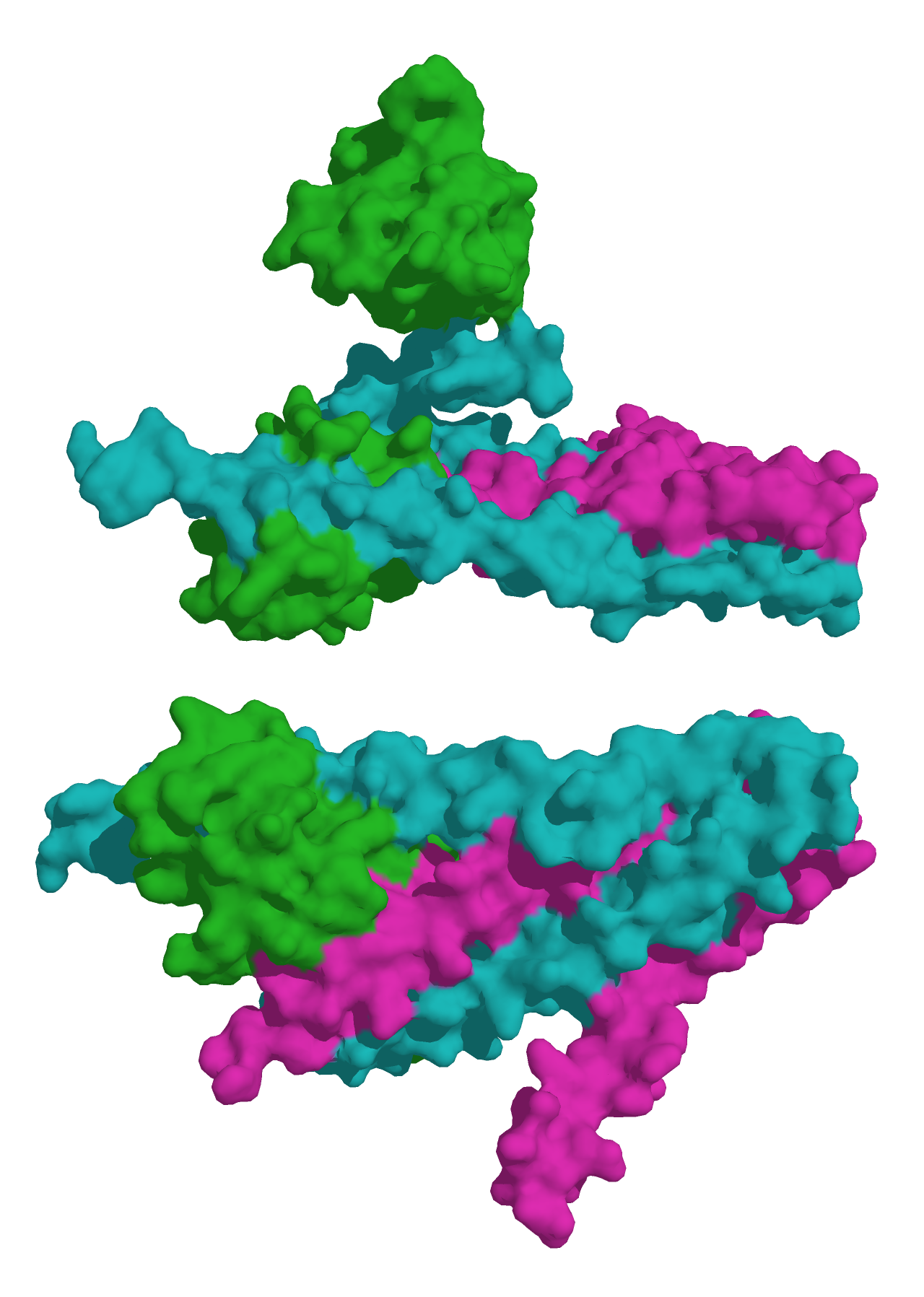
Oberflächenmodell des skelettalen (roten) Troponins (Untereinheiten T lila, I cyan, C grün), nach PDB

Die Troponine sind drei Proteinkomplexe, die in Skelett- und Herzmuskeln der Chordatiere vorkommen. Sie besitzen jeweils drei Untereinheiten, wobei die Untereinheit C die Bindung von Calcium, T die Bindung von Tropomyosin und I die Bindung von Actin bewirken (I für inhibitory, hemmend). Gemeinsam mit Myosin und Actin bilden diese Proteinkomplexe den beweglichen (kontraktilen) Teil der Muskulatur.

## Biologische Funktion
Binden Calciumionen an Troponin C, so verändert der Komplex seine Konformation und gibt so die Myosinbindungsstellen frei, was eine Kontraktion ermöglicht. Troponin C ist weitgehend mit Calmodulin homolog, das vorwiegend in den Zellen der glatten Muskulatur für die Bindung von Calciumionen verantwortlich ist.

## Struktur
Es gibt drei Troponine, die aus insgesamt acht verschiedenen Untereinheiten aufgebaut sind, wobei sich die beiden bekannten TN-C-Untereinheiten nur geringfügig unterscheiden:
- Kardiales Troponin, aus cTnT, cTnI, TN-C
- Skelettales Troponin der weißen Muskulatur, aus fTnT, fTnI, TN-C2
- Skelettales Troponin der roten Muskulatur, sTnT, sTnI, TN-C

## Pathologie
Veränderungen in den Genen, die für eine der Troponin-Untereinheiten codieren, können erbliche Erkrankungen zur Folge haben:
- cTnT:
  - Hypertrophische Kardiomyopathie (CMH2)
  - Dilatative Kardiomyopathie (CMD1D)
  - Restriktive Kardiomyopathie (RCM3)
- cTnI:
  - Hypertrophische Kardiomyopathie (CMH7)
  - Restriktive Kardiomyopathie (RCM1)
  - Dilatative Kardiomyopathie (CMD2A)
- TN-C:
  - Dilatative Kardiomyopathie (CMD1Z)
  - Hypertrophische Kardiomyopathie (CMH13)
- fTnT, fTnI: Arthrogryposis multiplex congenita (DA2B, AMCD2B)
- sTnT: Nemalin-Myopathie-5 (NEM5)

## Klinische Relevanz
Der Nachweis von cTnT und cTnI im Blut von Patienten wird häufig durchgeführt. Eine Erhöhung der Werte weist mit einer hohen Spezifität auf den nekrotischen Untergang von Kardiomyozyten (Herzmuskelzellen) hin. Die Bestimmung der Troponin-Werte im Blut ist deshalb der labordiagnostische Goldstandard für die Diagnose eines akuten Myokardinfarkts (Herzinfarkt). Rund 3 Stunden nach Beginn des Infarkts ist ein Anstieg von Troponin im Blut zu messen. Die maximale Konzentration wird nach 24 bis 96 Stunden erreicht, nach 2 bis 3 Wochen normalisieren sich die Blutspiegel wieder. Insgesamt müssen die gemessenen Werte im Verlauf betrachtet werden: je höher der Anstieg der Troponine im Blut, desto wahrscheinlicher ist es zu einer Nekrose von Herzgewebe gekommen.

## Weiterführende Literatur
- Jeremy M. Berg, John L. Tymoczko, Lubert Stryer: Biochemie. 6. Auflage, Spektrum Akademischer Verlag, Heidelberg 2007. ISBN 978-3-8274-1800-5.
- Donald Voet, Judith G. Voet: Biochemistry. 3. Auflage, John Wiley & Sons, New York 2004. ISBN 0-471-19350-X.
- Bruce Alberts, Alexander Johnson, Peter Walter, Julian Lewis, Martin Raff, Keith Roberts: Molecular Biology of the Cell, 5. Auflage, Taylor & Francis 2007, ISBN 978-0-8153-4106-2.